# Coppa Aldo Fiorini
La Coppa Aldo Fiorini fu una competizione calcistica italiana organizzata nel 1943 dal Direttorio Divisioni Superiori della FIGC tra 64 club della Serie C 1942-1943 in memoria di Aldo Fiorini, calciatore dell'Anconitana arruolatosi tra i bersaglieri e deceduto durante un'azione di guerra il 16 novembre 1940.
Dalla nascita della Serie C avvenuta nel 1935, si trattò della prima competizione in assoluto riservata a compagini prendenti parte a questo campionato. Venne disputata una sola edizione e la successiva competizione destinata a squadre iscritte alla terza serie fu la Coppa Italia Semiprofessionisti, istituita nel 1972.
A vincere il torneo fu il Casale per sorteggio, dopo che le finali di andata e ritorno disputate con il Treviso terminarono con il medesimo punteggio di 1-0. Il premio previsto fu diviso a metà fra le due compagini.

## Risultati

### Primo turno
| Squadra 1           | Totale | Squadra 2                | Andata     | Ritorno    |
| ------------------- | ------ | ------------------------ | ---------- | ---------- |
|                     |        |                          | 09.05.1943 | 16.05.1943 |
| Ampelea             | 3 - 4  | Grion Pola               | 3 - 1      | 0 - 3      |
| Aosta               | ? - ?  | Ivrea                    | ? - ?      | ? - ?      |
| Avio Squadra        | 3 - 1  | Avio Calcio              | 3 - 0      | 0 - 1      |
| Baratta Battipaglia | ? - ?  | Ilva Bagnolese           | ? - ?      | 1 - 1      |
| Barletta            | 5 - 3  | Trani                    | 3 - 1      | 2 - 2      |
| BPD Colleferro      | 0 - 2  | VV.FF. Roma              | 0 - 2      | 0 - 0      |
| Caproni             | ? - ?  | Falck                    | ? - ?      | ? - ?      |
| Casale              | 12 - 4 | Derthona                 | 7 - 2      | 5 - 2      |
| Chieti              | 6 - 3  | L'Aquila                 | 3 - 1      | 3 - 2      |
| Cinzano             | 0 - 4  | Acqui                    | 0 - 2      | 0 - 2      |
| Cluana              | ? - ?  | Ascoli                   | ? - ?      | ? - ?      |
| Como                | 5 - 2  | Cantù                    | 3 - 0      | 2 - 2      |
| Crema               | 3 - 4  | Trancerie Mossina        | 3 - 2      | 0 - 2      |
| Cuneo               | 5 - 1  | Savigliano               | 2 - 0      | 3 - 1      |
| Empoli              | 0 - 7  | Le Signe                 | 0 - 3      | 0 - 4      |
| Gerli               | ? - ?  | Redaelli                 | ? - ?      | ? - ?      |
| Imolese             | 2 - 7  | Ferrara                  | 1 - 3      | 1 - 4      |
| Legnano             | 3 - 3  | Gallaratese              | 2 - 2      | 1 - 1      |
| Meda                | ? - ?  | Vis Nova                 | ? - ?      | 1 - 2      |
| Mogliano            | ? - ?  | Treviso                  | ? - ?      | ? - ?      |
| Monza               | 4 - 2  | Caratese                 | 1 - 1      | 3 - 1      |
| Panigale            | 2 - 2  | Prato                    | 2 - 0      | 0 - 2      |
| Perugia             | 3 - 3  | Aeronautica Umbra        | 2 - 0      | 1 - 3      |
| Pieris              | 1 - 6  | CRDA Monfalcone          | 0 - 2      | 1 - 4      |
| Pirelli             | ? - ?  | Breda                    | ? - ?      | 0 - 2      |
| Pontedera           | ? - ?  | Forte dei Marmi          | 1 - 1      | ? - ?      |
| Ponziana            | 2 - 2  | 94º Reparto Distrettuale | 1 - 1      | 1 - 1      |
| Rapallo Ruentes     | 4 - 1  | Entella                  | 2 - 0      | 2 - 1      |
| Trento-Caproni      | ? - ?  | Pellizzari Arzignano     | 2 - 1      | ? - ?      |
| Vigevano            | 1 - 3  | Abbiategrasso            | 0 - 1      | 1 - 2      |
| VISA Voghera        | 3 - 5  | Pavia                    | 3 - 2      | 0 - 3      |
| Vis Pesaro          | 1 - 6  | Cesena                   | 1 - 4      | 0 - 2      |

### Secondo turno
| Squadra 1           | Totale | Squadra 2                | Andata     | Ritorno    |
| ------------------- | ------ | ------------------------ | ---------- | ---------- |
|                     |        |                          | 23.05.1943 | 30.05.1943 |
| Abbiategrasso       | ? - ?  | ?                        | ? - ?      | ? - ?      |
| Ascoli              | 4 - 3  | Cesena                   | 4 - 1      | 0 - 2      |
| Baratta Battipaglia | ? - ?  | VV.FF. Roma              | ? - ?      | 0 - 2      |
| Barletta            | 6 - 2  | Avio Squadra             | 2 - 1      | 4 - 1      |
| Casale              | 5 - 2  | Ivrea                    | 5 - 0      | 0 - 2      |
| Como                | ? - ?  | ?                        | ? - ?      | ? - ?      |
| Cuneo               | 6 - 3  | Acqui                    | 2 - 0      | 4 - 3      |
| Ferrara             | 4 - 1  | Pellizzari Arzignano     | 4 - 1      | 0 - 0      |
| Gallaratese         | ? - ?  | Breda                    | 2 - 0      | ? - ?      |
| Grion Pola          | 0 - 2  | 94º Reparto Distrettuale | 0 - 0      | 0 - 2      |
| Monza               | 2 - 6  | Falck                    | 1 - 4      | 1 - 2      |
| Pavia               | 3 - 1  | Trancerie Mossina        | 1 - 1      | 2 - 0      |
| Perugia             | 8 - 1  | Chieti                   | 7 - 0      | 1 - 1      |
| Prato               | ? - ?  | Le Signe                 | ? - ?      | ? - ?      |
| Rapallo Ruentes     | 1 - 0  | Forte dei Marmi          | 1 - 0      | 0 - 0      |
| Treviso             | 4 - 3  | CRDA Monfalcone          | 3 - 1      | 1 - 2      |

### Ottavi di finale
| Squadra 1                | Totale | Squadra 2     | Andata     | Ritorno    |
| ------------------------ | ------ | ------------- | ---------- | ---------- |
|                          |        |               | 03.06.1943 | 06.06.1943 |
| Ascoli                   | ? - ?  | Perugia       | ? - ?      | 1 - 3      |
| Barletta                 | 2 - 2  | VV.FF. Roma   | 2 - 1      | 0 - 1      |
| Casale                   | 3 - 0  | Abbiategrasso | 2 - 0      | 1 - 0      |
| Falck                    | 2 - 2  | Pavia         | 2 - 1      | 0 - 1      |
| Gallaratese              | ? - ?  | Como          | 2 - 0      | ? - ?      |
| Prato                    | 3 - 3  | Ferrara       | 2 - 2      | 1 - 1      |
| Rapallo Ruentes          | 4 - 0  | Cuneo         | 2 - 0      | 2 - 0      |
| 94º Reparto Distrettuale | 1 - 3  | Treviso       | 1 - 1      | 0 - 2      |

### Quarti di finale
| Squadra 1   | Totale | Squadra 2       | Andata     | Ritorno    |
| ----------- | ------ | --------------- | ---------- | ---------- |
|             |        |                 | 13.06.1943 | 20.06.1943 |
| Ascoli      | 11 - 0 | VV.FF. Roma     | 7 - 0      | 4 - 0      |
| Casale      | 10 - 1 | Rapallo Ruentes | 7 - 0      | 3 - 1      |
| Gallaratese | 1 - 5  | Pavia           | 1 - 3      | 0 - 2      |
| Treviso     | ? - ?  | Prato           | ? - ?      | ? - ?      |

### Semifinali
| Squadra 1 | Totale | Squadra 2 | Andata     | Ritorno    |
| --------- | ------ | --------- | ---------- | ---------- |
|           |        |           | 27.06.1943 | 04.07.1943 |
| Pavia     | 2 - 4  | Casale    | 1 - 2      | 1 - 2      |
| Treviso   | ? - ?  | Ascoli    | ? - ?      | ? - ?      |

### Finale
| Squadra 1 | Totale | Squadra 2 | Andata     | Ritorno    |
| --------- | ------ | --------- | ---------- | ---------- |
|           |        |           | 18.07.1943 | 25.07.1943 |
| Casale    | 1 - 1  | Treviso   | 1 - 0      | 0 - 1      |

### Esplicative
1. ↑  Disputata a Voghera (in campo neutro) e non a Tortona.
2. ↑  A tavolino per forfait anticipato del Cinzano che si ritirò dal torneo.
3. ↑  La Gallaratese passa il turno per sorteggio.
4. ↑  Il Perugia passa il turno per sorteggio.
5. ↑  Il 94º Reparto Distrettuale passa il turno per motivi ignoti
6. ↑  La partita del 9 maggio 1943 fu interrotta sullo 0-0 al 39' per impraticabilità del campo. Fu recuperata giovedì 13 maggio 1943.
7. ↑  Interrotta al 23' della ripresa.
8. ↑  A tavolino per forfait.
9. ↑  I VV.FF. Roma passano il turno per sorteggio.
10. ↑  Il Pavia passa il turno, essendosi il Falck rifiutato di disputare i tempi supplementari (il sorteggio sarebbe avvenuto solo al termine dei tempi supplementari in caso di ulteriore parità).
11. ↑  Il Prato passa il turno per motivi ignoti
12. ↑  A tavolino per forfait (rinuncia) del Cuneo. Si trattò in realtà di un forfait involontario dovuto a ritardi ferroviari che impedirono al Cuneo di raggiungere Rapallo in tempo per la partita di andata. Il Cuneo avvisò tempestivamente il Direttorio il quale però fu inflessibile e inflisse la sconfitta a tavolino per forfait sancendo l'eliminazione del Cuneo (la partita di ritorno non fu disputata come se il forfait all'andata rendesse automatico quello al ritorno).
13. ↑  A tavolino per forfait del 94º Reparto Distrettuale
14. ↑  La partita del 13 giugno 1943 era terminata con la vittoria del Rapallo per 2-1. Tuttavia il Direttorio annullò e fece ripetere la partita perché il Rapallo aveva schierato irregolarmente dei giocatori dello Spezia. La ripetizione si disputò giovedì 24 giugno 1943.
15. ↑  A tavolino per forfait della Gallaratese.
16. ↑  Il Casale vince la Coppa per sorteggio

### Bibliografiche
1. ↑   Franco Astengo, 1943-44: il campionato di guerra che non si giocò ma fu vinto dai Vigili del fuoco, su storiadelcalciosavonese, 16 agosto 2017. URL consultato il 14 settembre 2020.
2. 1 2   Renato Tavella, Sfida per la vittoria, Newton Compton Editori, ISBN 9788822728647.
3. 1 2   Il Casale per sorteggio ha vinto la Coppa Fiorini, in Corriere dello Sport, 30 luglio 1943.
4. ↑   Il Trofeo Fiorini si è iniziato ieri (PDF), in il Resto del Carlino, 10 maggio 1943. URL consultato il 10 maggio 2022.
5. ↑   Gli avvenimenti sportivi (PDF), in il Resto del Carlino, 17 maggio 1943. URL consultato il 10 maggio 2022.
6. ↑   Il torneo post-campionato di Serie C (JPG), in La Gazzetta dello Sport, 17 maggio 1943. URL consultato il 29 aprile 2024.
7. ↑   Torneo post-campionato Serie C (JPG), in L'Arena di Pola, 22 giugno 1976,  p. 195. URL consultato il 10 maggio 2022.
8. ↑   Ampelea-Grion 3-1 (2-1), in Il Piccolo, 10 maggio 1943,  p. 3. URL consultato il 28 settembre 2022.
9. 1 2 3   Tra speranze e delusioni nel 1943 (JPG), in L'Arena di Pola, 29 giugno 1976,  p. 203. URL consultato il 10 maggio 2022.
10. ↑   Il torneo post campionato, in Il Messaggero, 10 maggio 1943,  p. 3. URL consultato il 10 maggio 2022.
11. ↑   Il torneo post-campionato, in Il Messaggero, 17 maggio 1943,  p. 3. URL consultato il 10 maggio 2022.
12. ↑   Grosso punteggio dei nerostellati nella "prima" del Torneo, in Il Monferrato, 15 maggio 1943. URL consultato il 10 maggio 2022.
13. ↑   Affermazione nerostellata al primo turno, in Il Monferrato, 22 maggio 1943. URL consultato il 10 maggio 2022.
14. ↑   Chieti e l'Aquila ancora insieme, fin dai tempi che furono, su licio1.rssing.com. URL consultato il 14 settembre 2020.
15. ↑   La rinuncia del Cinzano, in La provincia grande, 21 maggio 1943,  p. 6. URL consultato il 10 maggio 2022.
16. ↑   Cuneo-Savigliano 2-0, in La provincia grande, 14 maggio 1943. URL consultato il 10 maggio 2022.
17. ↑   Il Cuneo vince anche a Savigliano (3-1), in La provincia grande, 21 maggio 1943. URL consultato il 10 maggio 2022.
18. 1 2   Tabellini, statistiche campionato di calcio 1942/1943, su empoli1920. URL consultato il 14 settembre 2020.
19. ↑   Ai "lilla" nettamente superiori è negata la soddisfazione del successo sui bianco-blu, in Cronaca prealpina, 11 maggio 1943,  p. 3. URL consultato il 10 maggio 2022.
20. ↑   Nulla di fatto fra gallaratesi e legnanesi dopo centoventi minuti di gioco, in Cronaca prealpina, 18 maggio 1943,  p. 2. URL consultato il 10 maggio 2022.
21. ↑   Torneo Federale Post-campionato, in Il cittadino, 15 maggio 1943,  p. 4. URL consultato il 10 maggio 2022.
22. ↑   Torneo Federale Post-Campionato, in Il cittadino, 22 maggio 1943,  p. 4. URL consultato il 10 maggio 2022.
23. ↑   Il Perugia ha perduto a Foligno, ma ha vinto il sorteggio, in L'assalto, 20 maggio 1943. URL consultato il 18 maggio 2022.
24. ↑   i grifoni non riescono a superare l'ostacolo folignate, in L'assalto, 17 maggio 1943. URL consultato il 18 maggio 2022.
25. ↑   Monfalcone-Pieris 2-0 (1-0), in Il Piccolo, 10 maggio 1943,  p. 3. URL consultato il 28 settembre 2022.
26. ↑   Monfalcone-Pieris 4-1 (2-0), in Il Piccolo, 17 maggio 1943,  p. 3. URL consultato il 28 settembre 2022.
27. ↑   Ponziana-Distretto 1-1 (1-0), in Il Piccolo, 10 maggio 1943,  p. 3. URL consultato il 28 settembre 2022.
28. ↑   Distretto-Ponziana 1-1 (1-0), in Il Piccolo, 17 maggio 1943,  p. 3. URL consultato il 28 settembre 2022.
29. 1 2   Carlo Fontanelli, 100 anni biancocelesti, Geo Edizioni, 2014.
30. ↑   Abbiategrasso-Vigevano 1-0, in Il popolo, 14 maggio 1943.
31. ↑   Abbiategrasso-Vigevano 2-1 (1-1), in Il popolo, 19 maggio 1943,  p. 4. URL consultato il 29 giugno 2022.
32. ↑   Coppa consolazione, in Giornale di Voghera, 13 maggio 1943,  p. 2. URL consultato il 10 maggio 2022.
33. ↑   La VISA eliminata dal Torneo post-campionato, in Giornale di Voghera, 20 maggio 1943,  p. 1. URL consultato il 10 maggio 2022.
34. ↑   Vigili Fuoco Roma-Baratta 2-0, in Il Messaggero, 31 maggio 1943,  p. 3. URL consultato il 10 maggio 2022.
35. ↑   Il momento dei nerostellati nel Torneo post-campionato, in Il Monferrato, 29 maggio 1943. URL consultato il 10 maggio 2022.
36. 1 2   Da Ivrea ad Abbiategrasso per il Torneo postcampionato, in Il Monferrato, 5 giugno 1943. URL consultato il 10 maggio 2022.
37. ↑   I sedicesimi di finale del Torneo post-campionato, in La provincia grande, 28 maggio 1943. URL consultato il 10 maggio 2022.
38. ↑   Il Cuneo elimina l'Acqui nell'incontro di ritorno (4-3), in La provincia grande, 4 giugno 1943. URL consultato il 10 maggio 2022.
39. ↑   La Gallaratese batte il Breda, in Cronaca prealpina, 25 maggio 1943,  p. 2. URL consultato il 10 maggio 2022.
40. ↑   Distretto-Grion 2-0 (0-0), in Il Piccolo, 31 maggio 1943,  p. 3. URL consultato il 28 settembre 2022.
41. ↑   Torneo Federale Post-Campionato, in Il cittadino, 29 maggio 1943,  p. 4. URL consultato il 10 maggio 2022.
42. ↑   Falck-Monza 2-1, in Il popolo di Monza, 3 giugno 1943. URL consultato il 10 maggio 2022.
43. ↑   Nessuno meritava di più, in Il popolo, 26 maggio 1943,  p. 4. URL consultato il 10 maggio 2022.
44. ↑   Come molti erano convinti, in Il popolo, 2 giugno 1943,  p. 4. URL consultato il 10 maggio 2022.
45. ↑   In una giornata di vena il Perugia piega clamorosamente il Chieti per 7 a 0, in L'Assalto, 24 maggio 1943. URL consultato il 21 maggio 2022.
46. ↑   Il Perugia pareggiando a Chieti conquista l'ammissione agli ottavi di finale, in L'Assalto, 31 maggio 1943. URL consultato il 21 maggio 2022.
47. ↑   Egisto Pandolfini - Signa 1914, su signa1914. URL consultato il 10 maggio 2022 (archiviato dall'url originale il 30 ottobre 2020).
48. ↑   Rapallo-Forte dei Marmi 1-0, in Il Lavoro, 24 maggio 1943,  p. 3. URL consultato il 10 maggio 2022.
49. ↑   Forte dei Marmi-Rapallo 0-0, in Il Lavoro, 31 maggio 1943,  p. 3. URL consultato il 10 maggio 2022.
50. 1 2   Monfalcone-Treviso 2-1 (2-0), in Il Piccolo, 31 maggio 1943,  p. 3. URL consultato il 28 settembre 2022.
51. ↑   Il Perugia eliminato dal torneo post-campionato, in L'Assalto, 7 giugno 2022. URL consultato il 21 maggio 2022.
52. ↑   Vigili Fuoco-Barletta 1-0, in Il Messaggero, 7 giugno 1943,  p. 3. URL consultato il 10 maggio 2022.
53. ↑   Il Casale ai quarti di finale del Torneo post-campionato, in Il Monferrato, 12 giugno 1943. URL consultato il 10 maggio 2022.
54. ↑   Pavia-Falck (oggi - ore 14), in Il popolo, 6 giugno 1943,  p. 3. URL consultato il 10 maggio 2022.
55. ↑   Vittoria per calcio di rigore, in Il popolo, 9 giugno 1943,  p. 4. URL consultato il 10 maggio 2022.
56. ↑   La "Gallaratese" a Como, in Cronaca prealpina, 5 giugno 1943. URL consultato il 18 maggio 2022.
57. 1 2   Senza Titolo [collegamento interrotto], in la Nuova Ferrara, 11 aprile 2020. URL consultato il 14 settembre 2020.
58. ↑   Il Cuneo eliminato per mancato arrivo a Rapallo, in La provincia grande, 11 giugno 1943,  p. 6. URL consultato il 10 maggio 2022.
59. ↑   Per il torneo post campionato, in Il Lavoro, 4 giugno 1943,  p. 2. URL consultato il 10 maggio 2022.
60. ↑   Distretto-Treviso 1-1 (0-0), in Il Piccolo, 4 giugno 1943,  p. 2. URL consultato il 10 maggio 2022.
61. ↑   Il Torneo Aldo Fiorini, in Il Monferrato, 7 agosto 1943. URL consultato il 18 maggio 2022.
62. ↑   Ascoli-Vigili Fuoco 4-0, in Il Messaggero, 21 giugno 1943,  p. 3. URL consultato il 10 maggio 2022.
63. ↑   Il torneo Aldo Fiorini, in Il Monferrato, 19 giugno 1943. URL consultato il 10 maggio 2022.
64. 1 2   Il torneo Aldo Fiorini, in Il Monferrato, 26 giugno 1943. URL consultato il 10 maggio 2022.
65. ↑   Cifre eloquenti, in Il popolo, 16 giugno 1943,  p. 4. URL consultato il 10 maggio 2022.
66. ↑   Pavia - Gallaratese sospeso, in Il popolo, 20 giugno 1943,  p. 3. URL consultato il 10 maggio 2022.
67. ↑   Il torneo Aldo Fiorini, in Il Monferrato, 3 luglio 1943. URL consultato il 10 maggio 2022.
68. ↑   Il torneo Aldo Fiorini, in Il Monferrato, 10 luglio 1943. URL consultato il 10 maggio 2022.
69. ↑   La Coppa "A. Fiorini": E' ora il Casale che deve andare a Treviso, in Il Littoriale, 21 luglio 1943.
70. ↑   Il Torneo Aldo Fiorini, in Il Monferrato, 24 luglio 1943. URL consultato il 18 maggio 2022.
71. ↑   Il Torneo Aldo Fiorini, in Il Monferrato, 31 luglio 1943. URL consultato il 18 maggio 2022.